# 24841 Imatani
24841 Imatani è un asteroide della fascia principale. Scoperto nel 1995, presenta un'orbita caratterizzata da un semiasse maggiore pari a 2,465562 UA e da un'eccentricità di 0,161086, inclinata di 4,347986° rispetto all'eclittica. Ha un diametro di 6,297 km.